# Monetarismus
Der Begriff Monetarismus (von lateinisch moneta ‚Münze‘, ‚Münzstätte‘) steht für eine wirtschaftstheoretische und wirtschaftspolitische Konzeption, die in den 1960er und 1970er Jahren vor allem von Milton Friedman als Gegenentwurf zum nachfrageorientierten Keynesianismus entwickelt wurde. Dabei greift er bereits in den 1930er Jahren erdachte Theorien einer angebotsorientierten Wirtschaftspolitik sowie der Quantitätstheorie des Geldes wieder auf.
Monetaristen sehen in der Regulierung der Geldmenge die wichtigste Stellgröße zur Steuerung des Wirtschaftsablaufes: „Money matters“ – „Es kommt auf die Geldmenge an“. Sie knüpfen an die langfristige Betrachtung der neoklassischen Vorstellung eines grundsätzlich stabilen Wirtschaftsablaufs an. Eine zu starke Ausdehnung der Geldmenge führe demnach zu Inflation, eine zu starke Bremsung des Geldmengenwachstums zu Deflation. Kurzfristige Eingriffe des Staates zur punktuellen Steuerung der Wirtschaft werden abgelehnt. Der Monetarismus geht von einer relativ stabilen Geldnachfrage aus.

## Geschichte
Der Monetarismus hat seinen Ursprung vor allem in der Quantitätstheorie von Irving Fisher. Fisher sah einen engen Zusammenhang zwischen dem monetären und dem realen Bereich einer Volkswirtschaft. Die frühen Arbeiten Friedmans auf dem Gebiet der Konsumtheorie führten schließlich zu einer grundlegenden Kritik an der keynesianischen Konsumfunktion. Friedman kritisierte eine angeblich ungerechtfertigte Fixierung auf das laufende Einkommen als zentralen Faktor der Konsumausgaben und stellte die These auf, dass der Konsum vom erwarteten Lebenszeiteinkommen abhängt.
In den späten 1940er Jahren entstand in Auseinandersetzung mit dem Keynesianismus auch eine geldtheoretische Gegenposition zu Keynes, die zur Rehabilitation der Quantitätstheorie führte. In den 1950er Jahren untersuchte Friedman auf der Grundlage von empirischen Messungen Geldnachfrage und Geldangebot in der amerikanischen Geschichte und kam zu dem Befund, dass die Krise der 1930er durch eine sich verschärfende Geldwertpolitik verursacht wurde. Die monetaristische Position gewann vor allem seit Anfang der 1970er Jahre an Einfluss, als infolge von Ölpreisschocks gleichzeitig Arbeitslosigkeit und Inflation auftraten. Neben Milton Friedman als ihrem bekanntesten Vertreter gehören zu den wichtigsten Monetaristen Karl Brunner, Allan H. Meltzer, Phillip Cagan und Bennett T. McCallum.
1974 ging die Deutsche Bundesbank als erste zentrale Notenbank der Welt zu einer Geldmengensteuerung über. Für die Wirtschaftsgeschichte der Bundesrepublik war diese Trendwende in der Geldpolitik von herausragender Bedeutung. Das Konzept der Deutschen Bundesbank zur Sicherung des Binnenwerts der Währung war eine mittelfristig ausgerichtete Geldmengensteuerung mit dem Ziel, den Preisanstieg über die Steuerung der Geldmenge zu kontrollieren. Dies sollte indirekt über die Beeinflussung der Geldmarktbedingungen erfolgen. Hinter diesem Steuerungskonzept steht die Idee, von der monetären Seite her solche Finanzierungsvorgänge zu ermöglichen, die mittelfristig zum Wachstum des Produktionspotentials führen. Die der Wirtschaft über die Zentralbank und die großen Kommerzbanken mit Investitionskrediten zur Verfügung gestellten Gelder sollen in der Folge das Produktionspotential und das Wirtschaftswachstum erhöhen. Die Geldmenge soll dabei genau so schnell wachsen wie das Produktionspotential, da es bei einem geringeren Wachstum zu einer wirtschaftlichen Wachstumsschwäche kommen kann. Als Orientierungspunkte für eine stabilitätsgerechte Geldpolitik nutzte die Bundesbank das Produktionspotential, das Preisniveau und die Umlaufgeschwindigkeit des Geldes. Aus diesen Grundelementen der Geldmengenpolitik sollte die optimale Geldmengenwachstumsrate ermittelt werden. Dazu benutzte die Bundesbank die Quantitätstheorie des Geldes.

## Entwicklung und Merkmale
Die Position des Monetarismus entwickelte sich in einer Kontroverse mit dem Keynesianismus. Die Palette der strittigen Fragen reicht von der Abgrenzung des Geldbegriffs und der Erklärung der Geldschöpfung bis hin zu den Bestimmungsfaktoren des Geldwertes und den Prozessen der Geldwirkungen sowie in der Geldpolitik von den effektiven Strategien bis hin zur Effizienz verschiedener Instrumente.
Legt man den von Karl Brunner eingeführten Begriff Monetarismus eng aus, so ist er lediglich eine neue Bezeichnung für die Quantitätstheorie. Thomas Mayer hat indes schon 1975 versucht, die Behauptungen der Monetaristen übersichtlich zusammenzustellen.
Der Quantitätstheorie des Geldes folgend wird das Nominaleinkommen hauptsächlich durch monetäre Faktoren bestimmt. Geldmengenveränderungen als dominierender Bestimmungsfaktor der Einkommensentwicklung sind elementarer Bestandteil des Monetarismus.
Die Quantitätsgleichung lautet:
{\displaystyle M\cdot V=P\cdot Y}
(Geldmenge M {\displaystyle \cdot } Umlaufgeschwindigkeit des Geldes V = Preisniveau P {\displaystyle \cdot } Volkseinkommen Y)
Die Theorie besagt, dass Veränderungen der Umlaufgeschwindigkeit v so gering seien, dass man sie vernachlässigen könne, so dass v eine konstante Größe darstelle. Wie oft eine Geldmenge x zu Transaktionen innerhalb einer Zeitperiode y verwandt werde, hänge von der Geldnachfrage ab. Ein Bestandteil des Monetarismus ist die Regel des konstanten Geldmengenwachstums, d. h. wenn die Geldnachfrage trendbereinigt wirklich konstant ist, dann würde eine konstante Wachstumsrate des Geldangebots auch zu einer konstanten Wachstumsrate der Einkommen führen.
Aus monetaristischer Sicht konzentriert sich die Transmission auf zwei Zinselastizitäten, die Zinselastizität der Geldnachfrage und die Zinselastizität der Gesamtnachfrage. Die erste Elastizität wird im Zusammenhang mit der Liquiditätspräferenztheorie der Geldnachfrage erklärt, die zweite durch die relativen Kosten der Kreditaufnahme, d. h. der Kreditkosten im Verhältnis zu den gesamten Investitionskosten.
Nach der monetaristischen Betrachtungsweise steigern die Wirtschaftssubjekte ihre Ausgaben, wenn die reale Geldmenge zunimmt und dadurch der fiktive Zinssatz für die Kassenhaltung verringert wird. Der Zins für die Geldnachfrage (Kassenhaltung) fällt, während die Erträge aus anderen Anlagen konstant bleiben.
Tatsächlich wird die Bezeichnung „Zins“ als problematisch angesehen, da der Zins eine Vielzahl von lang- und kurzfristigen Zinssätzen ist. Dabei gibt es keine relevante Methode, diese Zinssätze zu einer einzigen Größe zusammenzufassen. Die zweite Schwierigkeit besteht darin, dass nicht alle Zinssätze, die in den Zinssatz eingehen sollen, auch auf dem Markt beobachtet werden können. So ist beispielsweise für die ökonomischen Entscheidungen der erwartete reale Zins von Bedeutung, der nicht auf dem Markt beobachtet werden kann. Deshalb sind die Monetaristen der Meinung, dass die Geldmenge für die Praxis einen wesentlich besseren Maßstab darstelle als der Zins. Viele Monetaristen nehmen an, dass der nominale Zinssatz nur sehr allmählich sinkt, wenn die Geldmenge erhöht wird. Er steige bald wieder auf sein früheres Niveau an und übersteige es aufgrund des Fisher-Effektes sogar.
Die Monetaristen sehen daher den erwarteten realen Zins als ziemlich stabil an. Damit scheint einer der Faktoren, der Schwankungen in der Geldnachfrage hervorrufen kann, nämlich Veränderungen des erwarteten realen Zinssatzes, für die Monetaristen weit weniger wichtig zu sein als für die Keynesianer. Ein anderer Grund, warum Monetaristen die Geldnachfrage als stabil annehmen, ist die Tatsache, dass sie die Ausgabenneigung und damit den erwarteten realen Zins und die Geldnachfrage als stabiler betrachten.
Die monetaristische These lautet, dass die Dynamik des privaten Sektors im Grunde stabil ist und auf eine stabile Geldnachfrage und ein instabiles Geldangebot zurückzuführen ist. Aufgrund ihres Glaubens an die Stabilität des privaten Sektors und die mangelnde Notwendigkeit staatlicher Eingriffe besteht für die Monetaristen kaum ein Anlass, die Entwicklung der verschiedenen Sektoren in den Mittelpunkt des Interesses zu stellen. Deshalb legen die Monetaristen die Annahme eines gut funktionierenden Kapitalmarktes zugrunde. Diese führt zu einer Unterscheidung zwischen den relativen Preisen, die durch die jeweilige Situation in den verschiedenen Bereichen beeinflusst werden, und dem allgemeinen Preisniveau, das durch die Geldmenge beeinflusst wird.
Eine zentrale These der Monetaristen beruht auf der aggregierten Methode der Preisniveaubetrachtung. Sie führen die Veränderungen der Gesamtnachfrage auf Preis- und Outputveränderungen zurück. Bei diesem Ansatz hat die Preissetzung einer einzelnen Branche keinen Einfluss auf das allgemeine Preisniveau, sondern berührt lediglich die relativen Preise. Die komplexe Realität wird mit Hilfe eines stark vereinfachenden Systems, auch „kleines Strukturmodell“ genannt, dargestellt.
Nach dem geldpolitischen Konzept der Monetaristen wird die Richtung und Stärke der monetären Politik durch eine Variable beschrieben, die durch die Zentralbank genau kontrolliert werden kann. Außerdem sollte eine hohe Korrelation zur Zwischenzielvariablen (z. B. Geldmenge) bestehen. Allerdings würde dafür die Geldmenge den besten Indikator darstellen, da dieser aufgrund von Veränderungen des Einkommens vorhergesagt werden kann.
Ein anderer Bestandteil des Monetarismus ist das konstante Geldmengenwachstum, das eng mit der Quantitätstheorie zusammenhängt, und die Annahme, dass die Geldnachfrage konstant ist. Das würde wiederum bedeuten, dass eine konstante Wachstumsrate des Geldangebots auch zu einer konstanten Wachstumsrate des Einkommens führen würde.
Ein weiteres Kennzeichen des Monetarismus ist die Abneigung gegen staatliche Eingriffe. Der Fiskalpolitik wird nach monetaristischer Auffassung auch keine große Wirksamkeit unterstellt. Bei Finanzierung über Steuern kommt es zu einer großen Verdrängung privater Investitionen, die im Extremfall vollständig sein kann. Bei Finanzierung der Ausgaben über die Geldschöpfung liegt in Wahrheit keine Fiskalpolitik, sondern in Wahrheit eine Geldpolitik vor, die die schon oben erwähnten Effekte hat. Zudem bestehen sowohl bei fiskalpolitischen als auch bei geldpolitischen Maßnahmen sogenannte Time-Lags.

## Folgerungen für die Wirtschaftspolitik

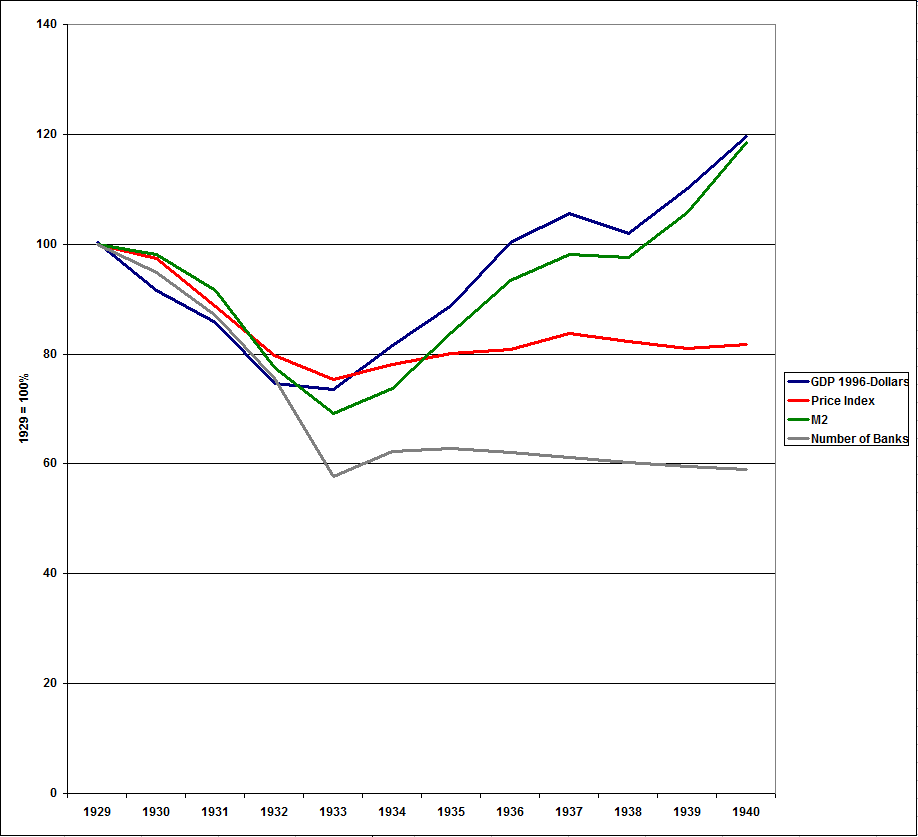
Auswirkungen der Geldpolitik in den USA von 1929–1940. Dargestellt sind das reale BIP im Jahr 1996: Dollar (blau), Preisindex (rot), Geldmenge M2 (grün) und Zahl der Banken (grau). Alle Daten wurden angepasst auf 1929 = 100 %. Die Kontraktion der Geldmenge M2 von 1929–1933 sowie 1936/37 bei gleichzeitig fallendem Preisindex (Deflation) ist nach monetaristischer Analyse Folge einer zu restriktiven Geldpolitik der FED und Hauptursache der Großen Depression.

Auswirkungen auf die Wirtschaftspolitik hat die monetaristische Vorstellung, dass der Phillips-Kurve reale Größen zugrunde liegen und daher nur eine sehr begrenzte wechselseitige Abhängigkeit zwischen Inflation und Unterbeschäftigung bestehe. Argumentiert wird mit den drei bereits diskutierten monetaristischen Vorstellungen: Quantitätstheorie, der Stabilität des privaten Sektors und der konstanten Geldmengen-Wachstumsrate, d. h. eine Erhöhung der Geldmenge beeinflusse nicht das Realeinkommen, sondern lediglich die Preise, weil sie nur die Lohnhöhe verändere. Friedman argumentiert, dass die negativ geneigte Phillips-Kurve lediglich auf eine Art Geldwertillusion zurückzuführen sei, d. h., dass die Arbeitnehmer ihr Angebot und ihre Lohnforderungen am erwarteten Preisniveau ausrichten. Da dieses nur kurzfristig relevant sei, gebe es keinen dauerhaften Zielkonflikt zwischen Inflation und Arbeitslosigkeit und die langfristige Phillips-Kurve verlaufe senkrecht.
In A Monetary History of the United States, 1867-1960 arbeiteten Friedman und Schwartz vier Episoden heraus, in denen monetäre Schocks durch eine falsche Geldpolitik der FED negative Folgen für das Bruttoinlandsprodukt und die Beschäftigung hatten:
- die Hochzinspolitik der FED von Januar bis Juni 1920
- die Hochzinspolitik der FED vom Oktober 1931
- die Hochzinspolitik der FED von Juni 1936 bis Januar 1937
- die Kontraktion der Geldmenge (Deflation) von 1929 bis 1931, welche die FED tatenlos hinnahm.

## Rezeption
Der von Milton Friedman begründete Monetarismus stellt die Geldpolitik in das Zentrum. Dabei geht es um den Unterschied zwischen Geld und Kredit, und dabei vor allem um das, was als Preis des Geldes angesehen wird. Der keynesianische Ansatz betrachtet den Zins als den Preis des Geldes, wohingegen der quantitätstheoretische Ansatz den Zins als den Preis für den Kredit und die Umkehrung des Preisniveaus als den Preis des Geldes ansieht.
Im Gegenteil dazu behaupten die Keynesianer, dass die Wirtschaftssubjekte mehr als ihre optimale Geldmenge halten und deshalb Wertpapiere kaufen, um die Grenzerträge auszugleichen.
Ein weiterer Unterschied zwischen keynesianischem und monetaristischem Transmissionsprozess ist auf die unterschiedliche Betrachtung von Vermögensanlagen zurückzuführen.
Die Monetaristen definieren einen Anstieg des Geldangebotes als einen relativen Anstieg in der Kassenhaltung der Wirtschaftssubjekte im Vergleich zum Bestand an Wertpapieren und allen Formen von Realkapital. Um die Grenzerträge wieder ins Gleichgewicht zu bringen, verwenden die Wirtschaftssubjekte die überflüssigen Geldbestände dazu, zusätzlich Wertpapiere, Investitions- und Konsumgüter zu erwerben.
Die Keynesianer nehmen dagegen an, dass eine Steigerung der Geldmenge in der Regel lediglich die Investitionen, nicht aber den Konsum berührt. Sie unterstellen, dass der private Sektor unvorhersehbaren Schwankungen unterliegt, die vor allem auf längerfristige Erwartungen der Unternehmen zurückzuführen sind.
Ein weiterer Streitpunkt in der Debatte zwischen Monetaristen und Keynesianern ist die Preisniveaubetrachtung.
Der Liquiditätstheorie ist der Ansatz des Monetarismus zu eng, weil er wesentliche, die Ausgabenpolitik der Wirtschaftssubjekte bestimmende Komponenten außer Acht lasse. Zudem ziehen Veränderungen der Realwirtschaft auch Veränderungen der Geldwirtschaft nach sich, die im Monetarismus weitgehend unberücksichtigt bleiben.